# Campionatul European de Handbal Feminin pentru Tineret din 2025
Campionatul European de Handbal Feminin pentru Tineret din 2025 a fost a XV-a ediție a turneului organizat de Federația Europeană de Handbal și s-a desfășurat între 9 și 20 iulie 2025, în Podgorica, capitala Muntenegrului. A fost prima ediție la care au luat parte 24 de echipe, spre deosebire de 16 anterior.
Competiția a fost câștigată de echipa Germaniei.

## Procesul de selecție
Muntenegru a primit dreptul de a găzdui competiția în timpul unei întruniri a Comitetului Executiv al EHF desfășurată la Oslo, pe 21 iunie 2024.

## Extindere
După ce competiția Euro U-17 a fost extinsă oficial la 24 de echipe, EHF a decis pe 23 septembrie 2022 să extindă în mod similar și competiția U-19.

## Format
În prima rundă a întrecerii, cele 24 de echipe au fost împărțite în 6 grupe de câte 4 echipe:
- cele șase câștigătoare ale grupelor și cele șase echipe clasate pe locul 2 au avansat în grupele principale.
- celelalte 12 echipe clasate pe locurile 3 și 4 au concurat în grupele intermediare.

În a doua rundă a întrecerii, echipele au fost din nou împărțite în 6 grupe de câte 4, dar au jucat împotriva echipelor care au avansat în aceeași fază ca și ele. Fiecare fază separată (grupele principale și grupele intermediare) a fost alcătuită din 12 echipe, împărțite în trei grupe de câte patru.
- Echipele din grupele principale au luptat pentru câștigarea campionatului.
- Echipele din grupele intermediare au jucat pentru locurile 13–24.

## Turneele de calificare
Pentru a extinde competiția la 24 de echipe și pentru a ocupa 8 locuri suplimentare, EHF a decis ca nici o echipă să nu retrogradeze la finalul ediției 2023, iar echipele clasate pe locurile 2, 3 și 4 în campionatele EHF U19 să promoveze la turneul final din 2025.
| Competiția                        | Data             | Gazda   | Locurile disponibile | Calificate |
| --------------------------------- | ---------------- | ------- | -------------------- | --- |
| Țara gazdă                        | 21 iunie 2024    | Oslo    | 1                    | Muntenegru |
| Campionatul European U19 din 2023 | 6–16 iulie 2023  | România | 15                   | Ungaria · Danemarca · România · Portugalia · Suedia · Franța · Elveția · Țările de Jos · Norvegia · Germania · Cehia · Islanda · Serbia · Macedonia de Nord · Croația |
| Campionatele EHF U19 din 2023     | 5–13 august 2023 | Ankara  | 4                    | Austria · Turcia · Finlanda · Polonia |
| Campionatele EHF U19 din 2023     | 5–13 august 2023 | Baku    | 4                    | Spania · Slovenia · Lituania · Insulele Feroe |

## Sălile
Toate cele trei săli au fost situate în Podgorica.
| Bemax Arena Capacitate: 2244 | Centrul Sportiv Morača Capacitate: 2100 | Verde Complex Capacitate: 6000 |

## Tragerea la sorți
Tragerea la sorți a avut loc pe 28 ianuarie 2025, la Viena, de la ora 11:00 (CET). Extragerea a fost condusă de secretarul general al EHF, Martin Hausleitner, și de ofițerul-șef sportiv, Markus Glaser. În calitate de națiune gazdă, echipa Muntenegrului a avut dreptul să-și aleagă grupa în care să joace.
| Urna 1                                                     | Urna a 2-a                                                       | Urna a 3-a                                                            | Urna a 4-a                                                         |
| ---------------------------------------------------------- | ---------------------------------------------------------------- | --------------------------------------------------------------------- | ------------------------------------------------------------------ |
| Franța · Danemarca · Germania · Croația · Ungaria · Serbia | Muntenegru · Țările de Jos · Suedia · Norvegia · România · Cehia | Elveția · Portugalia · Islanda · Macedonia de Nord · Spania · Austria | Slovenia · Turcia · Lituania · Finlanda · Polonia · Insulele Feroe |

## Grupele preliminare
În urma tragerii la sorți au rezultat grupele de mai jos.

### Grupa A
| Loc | Echipa            | MJ | V | E | Î | GM | GP  | DG  | Pct | Calificare           |
| --- | ----------------- | -- | - | - | - | -- | --- | --- | --- | -------------------- |
| 1   | Cehia             | 3  | 3 | 0 | 0 | 99 | 72  | +27 | 6   | Grupele principale   |
| 2   | Ungaria           | 3  | 2 | 0 | 1 | 87 | 73  | +14 | 4   | Grupele principale   |
| 3   | Polonia           | 3  | 1 | 0 | 2 | 76 | 73  | +3  | 2   | Grupele intermediare |
| 4   | Macedonia de Nord | 3  | 0 | 0 | 3 | 63 | 107 | −44 | 0   | Grupele intermediare |

| 9 iulie 2025 14:30 | Cehia       | 30 − 24 | Polonia   | Bemax Arena, Podgorica Asistență: 35 Arbitri: Peretz, Schwartz |
| 9 iulie 2025 14:30 | Filípková 7 | (16-11) | Schlabs 8 | Bemax Arena, Podgorica Asistență: 35 Arbitri: Peretz, Schwartz |
| 9 iulie 2025 14:30 | 5× 1×       | Raport  | 2× 1×     | Bemax Arena, Podgorica Asistență: 35 Arbitri: Peretz, Schwartz |

| 9 iulie 2025 19:30 | Ungaria   | 38 − 21 | Macedonia de Nord   | Bemax Arena, Podgorica Asistență: 50 Arbitri: Hellbusch, Jansen |
| 9 iulie 2025 19:30 | Fazekas 8 | (16-11) | Kotevska, Velkova 4 | Bemax Arena, Podgorica Asistență: 50 Arbitri: Hellbusch, Jansen |
| 9 iulie 2025 19:30 | 4×        | Raport  | 4×                  | Bemax Arena, Podgorica Asistență: 50 Arbitri: Hellbusch, Jansen |

| 10 iulie 2025 14:30 | Macedonia de Nord | 18 − 28 | Polonia    | Bemax Arena, Podgorica Asistență: 50 Arbitri: B. Correa, R. Correa |
| 10 iulie 2025 14:30 | Trpeska 4         | (8-11)  | Zimnicka 6 | Bemax Arena, Podgorica Asistență: 50 Arbitri: B. Correa, R. Correa |
| 10 iulie 2025 14:30 | 6× 1×             | Raport  | 3× 1×      | Bemax Arena, Podgorica Asistență: 50 Arbitri: B. Correa, R. Correa |

| 10 iulie 2025 19:30 | Ungaria   | 24 − 28 | Cehia                | Bemax Arena, Podgorica Asistență: 70 Arbitri: Fält, Holm |
| 10 iulie 2025 19:30 | Fazekas 7 | (17–15) | Filípková, Pejšová 7 | Bemax Arena, Podgorica Asistență: 70 Arbitri: Fält, Holm |
| 10 iulie 2025 19:30 | 1×        | Raport  | 2×                   | Bemax Arena, Podgorica Asistență: 70 Arbitri: Fält, Holm |

| 12 iulie 2025 14:30 | Cehia       | 41 − 24 | Macedonia de Nord | Centrul Sportiv Morača, Podgorica Asistență: 80 Arbitri: Cournil, Lamour |
| 12 iulie 2025 14:30 | Krapková 10 | (18–10) | Milenkoska 5      | Centrul Sportiv Morača, Podgorica Asistență: 80 Arbitri: Cournil, Lamour |
| 12 iulie 2025 14:30 | 2×          | Raport  | 9× 1×             | Centrul Sportiv Morača, Podgorica Asistență: 80 Arbitri: Cournil, Lamour |

| 12 iulie 2025 19:30 | Polonia    | 24 − 25 | Ungaria   | Centrul Sportiv Morača, Podgorica Asistență: 60 Arbitri: Jakovljević, Kovačević |
| 12 iulie 2025 19:30 | Zimnicka 9 | (12–13) | Fazekas 7 | Centrul Sportiv Morača, Podgorica Asistență: 60 Arbitri: Jakovljević, Kovačević |
| 12 iulie 2025 19:30 | 4× 1×      | Raport  | 5×        | Centrul Sportiv Morača, Podgorica Asistență: 60 Arbitri: Jakovljević, Kovačević |

### Grupa B
| Loc | Echipa         | MJ | V | E | Î | GM | GP  | DG  | Pct | Calificare           |
| --- | -------------- | -- | - | - | - | -- | --- | --- | --- | -------------------- |
| 1   | Danemarca      | 3  | 3 | 0 | 0 | 99 | 77  | +22 | 6   | Grupele principale   |
| 2   | Muntenegru (H) | 3  | 2 | 0 | 1 | 98 | 90  | +8  | 4   | Grupele principale   |
| 3   | Islanda        | 3  | 1 | 0 | 2 | 87 | 94  | −7  | 2   | Grupele intermediare |
| 4   | Lituania       | 3  | 0 | 0 | 3 | 84 | 107 | −23 | 0   | Grupele intermediare |

| 9 iulie 2025 12:00 | Danemarca    | 31 − 25 | Islanda          | Bemax Arena, Podgorica Asistență: 100 Arbitri: Jakovljević, Kovačević |
| 9 iulie 2025 12:00 | Plougstrup 7 | (15-10) | Guðmundsdóttir 5 | Bemax Arena, Podgorica Asistență: 100 Arbitri: Jakovljević, Kovačević |
| 9 iulie 2025 12:00 | 7× 1×        | Raport  | 6×               | Bemax Arena, Podgorica Asistență: 100 Arbitri: Jakovljević, Kovačević |

| 9 iulie 2025 17:00 | Muntenegru | 36 − 31 | Lituania         | Bemax Arena, Podgorica Asistență: 302 Arbitri: Fält, Holm |
| 9 iulie 2025 17:00 | Lekić 9    | (16-13) | Pilikauskaitė 10 | Bemax Arena, Podgorica Asistență: 302 Arbitri: Fält, Holm |
| 9 iulie 2025 17:00 | 3×         | Raport  | 4×               | Bemax Arena, Podgorica Asistență: 302 Arbitri: Fält, Holm |

| 10 iulie 2025 12:00 | Islanda                      | 31 − 27 | Lituania         | Bemax Arena, Podgorica Asistență: 80 Arbitri: Cournil, Lamour |
| 10 iulie 2025 12:00 | Pálsdóttir, Þórhallsdóttir 6 | (14-11) | Pilikauskaitė 12 | Bemax Arena, Podgorica Asistență: 80 Arbitri: Cournil, Lamour |
| 10 iulie 2025 12:00 | 6× 1×                        | Raport  | 4× 1×            | Bemax Arena, Podgorica Asistență: 80 Arbitri: Cournil, Lamour |

| 10 iulie 2025 17:00 | Danemarca | 28 − 26 | Muntenegru | Bemax Arena, Podgorica Asistență: 320 Arbitri: Murariu, Paraschiv |
| 10 iulie 2025 17:00 | Nørskov 7 | (13-12) | Lekić 7    | Bemax Arena, Podgorica Asistență: 320 Arbitri: Murariu, Paraschiv |
| 10 iulie 2025 17:00 | 5× 1×     | Raport  | 4× 1×      | Bemax Arena, Podgorica Asistență: 320 Arbitri: Murariu, Paraschiv |

| 12 iulie 2025 12:00 | Lituania         | 26 − 40 | Danemarca                       | Centrul Sportiv Morača, Podgorica Asistență: 55 Arbitri: Danilović, Karan |
| 12 iulie 2025 12:00 | Pilikauskaitė 10 | (11–19) | Hansen, Michelsen, Plougstrup 5 | Centrul Sportiv Morača, Podgorica Asistență: 55 Arbitri: Danilović, Karan |
| 12 iulie 2025 12:00 | 1×               | Raport  | 4×                              | Centrul Sportiv Morača, Podgorica Asistență: 55 Arbitri: Danilović, Karan |

| 12 iulie 2025 17:00 | Muntenegru  | 36 − 31 | Islanda        | Centrul Sportiv Morača, Podgorica Asistență: 250 Arbitri: Oyarzun, Zaragüeta |
| 12 iulie 2025 17:00 | Mitrović 10 | (19–16) | Eiríksdóttir 7 | Centrul Sportiv Morača, Podgorica Asistență: 250 Arbitri: Oyarzun, Zaragüeta |
| 12 iulie 2025 17:00 | 4×          | Raport  | 3×             | Centrul Sportiv Morača, Podgorica Asistență: 250 Arbitri: Oyarzun, Zaragüeta |

### Grupa C
| Loc | Echipa   | MJ | V | E | Î | GM  | GP | DG  | Pct | Calificare           |
| --- | -------- | -- | - | - | - | --- | -- | --- | --- | -------------------- |
| 1   | Serbia   | 3  | 3 | 0 | 0 | 87  | 75 | +12 | 6   | Grupele principale   |
| 2   | Suedia   | 3  | 2 | 0 | 1 | 102 | 70 | +32 | 4   | Grupele principale   |
| 3   | Elveția  | 3  | 1 | 0 | 2 | 71  | 78 | −7  | 2   | Grupele intermediare |
| 4   | Finlanda | 3  | 0 | 0 | 3 | 60  | 97 | −37 | 0   | Grupele intermediare |

| 9 iulie 2025 14:30 | Suedia            | 42 − 16 | Finlanda         | Centrul Sportiv Morača, Podgorica Asistență: 77 Arbitri: Lamour, Cournil |
| 9 iulie 2025 14:30 | cinci jucătoare 5 | (20-5)  | șase jucătoare 2 | Centrul Sportiv Morača, Podgorica Asistență: 77 Arbitri: Lamour, Cournil |
| 9 iulie 2025 14:30 | 4× 1×             | Raport  | 1×               | Centrul Sportiv Morača, Podgorica Asistență: 77 Arbitri: Lamour, Cournil |

| 9 iulie 2025 19:30 | Serbia     | 27 − 22 | Elveția   | Centrul Sportiv Morača, Podgorica Asistență: 100 Arbitri: Uhlíř, Beňuš |
| 9 iulie 2025 19:30 | Otašević 8 | (12-9)  | Baumann 5 | Centrul Sportiv Morača, Podgorica Asistență: 100 Arbitri: Uhlíř, Beňuš |
| 9 iulie 2025 19:30 | 4×         | Raport  | 3×        | Centrul Sportiv Morača, Podgorica Asistență: 100 Arbitri: Uhlíř, Beňuš |

| 10 iulie 2025 14:30 | Elveția | 29 − 20 | Finlanda       | Centrul Sportiv Morača, Podgorica Asistență: 90 Arbitri: Marton, Dáné |
| 10 iulie 2025 14:30 | Erni 7  | (12-11) | von Knorring 6 | Centrul Sportiv Morača, Podgorica Asistență: 90 Arbitri: Marton, Dáné |
| 10 iulie 2025 14:30 | 3×      | Raport  | 5×             | Centrul Sportiv Morača, Podgorica Asistență: 90 Arbitri: Marton, Dáné |

| 10 iulie 2025 19:30 | Serbia         | 34 − 29 | Suedia               | Centrul Sportiv Morača, Podgorica Asistență: 130 Arbitri: Cipov, Klus |
| 10 iulie 2025 19:30 | Nedeljković 10 | (17–16) | Lundvall, Norrgård 5 | Centrul Sportiv Morača, Podgorica Asistență: 130 Arbitri: Cipov, Klus |
| 10 iulie 2025 19:30 | 2×             | Raport  | 3×                   | Centrul Sportiv Morača, Podgorica Asistență: 130 Arbitri: Cipov, Klus |

| 12 iulie 2025 12:00 | Finlanda                  | 24 − 26 | Serbia        | Verde Complex, Podgorica Asistență: 110 Arbitri: B. Correa, R. Correa |
| 12 iulie 2025 12:00 | von Knorring, Saukkonen 4 | (14–15) | Nedeljković 5 | Verde Complex, Podgorica Asistență: 110 Arbitri: B. Correa, R. Correa |
| 12 iulie 2025 12:00 | 1×                        | Raport  | 2×            | Verde Complex, Podgorica Asistență: 110 Arbitri: B. Correa, R. Correa |

| 12 iulie 2025 17:00 | Suedia   | 31 − 20 | Elveția              | Verde Complex, Podgorica Asistență: 103 Arbitri: Kaluđerović, Vujačić |
| 12 iulie 2025 17:00 | Kallio 7 | (15–10) | Erni, Schmid, Wyss 4 | Verde Complex, Podgorica Asistență: 103 Arbitri: Kaluđerović, Vujačić |
| 12 iulie 2025 17:00 | 5× 1×    | Raport  | 4× 2×                | Verde Complex, Podgorica Asistență: 103 Arbitri: Kaluđerović, Vujačić |

### Grupa D
| Loc | Echipa         | MJ | V | E | Î | GM | GP | DG  | Pct | Calificare           |
| --- | -------------- | -- | - | - | - | -- | -- | --- | --- | -------------------- |
| 1   | Germania       | 3  | 2 | 1 | 0 | 97 | 82 | +15 | 5   | Grupele principale   |
| 2   | Spania         | 3  | 2 | 1 | 0 | 81 | 72 | +9  | 5   | Grupele principale   |
| 3   | România        | 3  | 1 | 0 | 2 | 89 | 89 | 0   | 2   | Grupele intermediare |
| 4   | Insulele Feroe | 3  | 0 | 0 | 3 | 63 | 87 | −24 | 0   | Grupele intermediare |

| 9 iulie 2025 12:00 | România   | 31 − 25 | Insulele Feroe         | Centrul Sportiv Morača, Podgorica Asistență: 80 Arbitri: Bočáková, Jánošíková |
| 9 iulie 2025 12:00 | Bodijar 6 | (14-13) | Geirsdóttir Eystberg 7 | Centrul Sportiv Morača, Podgorica Asistență: 80 Arbitri: Bočáková, Jánošíková |
| 9 iulie 2025 12:00 | 5×        | Raport  | 3×                     | Centrul Sportiv Morača, Podgorica Asistență: 80 Arbitri: Bočáková, Jánošíková |

| 9 iulie 2025 17:00 | Germania       | 29 − 29 | Spania            | Centrul Sportiv Morača, Podgorica Asistență: 100 Arbitri: Cipov, Klus |
| 9 iulie 2025 17:00 | Rohr, Däuble 6 | (16-13) | Rodríguez Lario 7 | Centrul Sportiv Morača, Podgorica Asistență: 100 Arbitri: Cipov, Klus |
| 9 iulie 2025 17:00 | 4×             | Raport  | 6× 2×             | Centrul Sportiv Morača, Podgorica Asistență: 100 Arbitri: Cipov, Klus |

| 10 iulie 2025 12:00 | Spania                | 23 − 16 | Insulele Feroe | Centrul Sportiv Morača, Podgorica Asistență: 67 Arbitri: Danilović, Karan |
| 10 iulie 2025 12:00 | Palanques Martorell 4 | (8-6)   | Reginsdóttir 4 | Centrul Sportiv Morača, Podgorica Asistență: 67 Arbitri: Danilović, Karan |
| 10 iulie 2025 12:00 | 5×                    | Raport  | 6× 1×          | Centrul Sportiv Morača, Podgorica Asistență: 67 Arbitri: Danilović, Karan |

| 10 iulie 2025 17:00 | Germania | 35 − 31 | România  | Centrul Sportiv Morača, Podgorica Asistență: 123 Arbitri: Peretz, Schwartz |
| 10 iulie 2025 17:00 | Rohr 9   | (14-16) | Șerban 7 | Centrul Sportiv Morača, Podgorica Asistență: 123 Arbitri: Peretz, Schwartz |
| 10 iulie 2025 17:00 | 4×       | Raport  | 4× 2×    | Centrul Sportiv Morača, Podgorica Asistență: 123 Arbitri: Peretz, Schwartz |

| 12 iulie 2025 14:30 | Insulele Feroe | 22 − 33 | Germania | Verde Complex, Podgorica Asistență: 100 Arbitri: Marton, Dáné |
| 12 iulie 2025 14:30 | Johannesen 8   | (8–12)  | Rohr 5   | Verde Complex, Podgorica Asistență: 100 Arbitri: Marton, Dáné |
| 12 iulie 2025 14:30 | 2× 1×          | Raport  | 3×       | Verde Complex, Podgorica Asistență: 100 Arbitri: Marton, Dáné |

| 12 iulie 2025 19:30 | România  | 27 − 29 | Spania            | Verde Complex, Podgorica Asistență: 150 Arbitri: Uhlíř, Beňuš |
| 12 iulie 2025 19:30 | Damian 9 | (12–17) | Rodríguez Lario 9 | Verde Complex, Podgorica Asistență: 150 Arbitri: Uhlíř, Beňuš |
| 12 iulie 2025 19:30 | 4× 1× 2× | Raport  | 3× 1×             | Verde Complex, Podgorica Asistență: 150 Arbitri: Uhlíř, Beňuš |

### Grupa E
| Loc | Echipa     | MJ | V | E | Î | GM | GP | DG  | Pct | Calificare           |
| --- | ---------- | -- | - | - | - | -- | -- | --- | --- | -------------------- |
| 1   | Franța     | 3  | 3 | 0 | 0 | 91 | 64 | +27 | 6   | Grupele principale   |
| 2   | Norvegia   | 3  | 2 | 0 | 1 | 76 | 72 | +4  | 4   | Grupele principale   |
| 3   | Slovenia   | 3  | 1 | 0 | 2 | 69 | 88 | −19 | 2   | Grupele intermediare |
| 4   | Portugalia | 3  | 0 | 0 | 3 | 67 | 79 | −12 | 0   | Grupele intermediare |

| 9 iulie 2025 14:30 | Norvegia  | 29 − 24 | Slovenia  | Verde Complex, Podgorica Asistență: 100 Arbitri: Marton, Dáné |
| 9 iulie 2025 14:30 | Fresvik 7 | (13-13) | Rakovec 9 | Verde Complex, Podgorica Asistență: 100 Arbitri: Marton, Dáné |
| 9 iulie 2025 14:30 | 3×        | Raport  | 3×        | Verde Complex, Podgorica Asistență: 100 Arbitri: Marton, Dáné |

| 9 iulie 2025 19:30 | Franța   | 30 − 21 | Portugalia       | Verde Complex, Podgorica Asistență: 90 Arbitri: Kaluđerović, Vujačić |
| 9 iulie 2025 19:30 | Amelot 6 | (18-10) | Silva, Freitas 6 | Verde Complex, Podgorica Asistență: 90 Arbitri: Kaluđerović, Vujačić |
| 9 iulie 2025 19:30 |          | Raport  | 5×               | Verde Complex, Podgorica Asistență: 90 Arbitri: Kaluđerović, Vujačić |

| 10 iulie 2025 14:30 | Portugalia | 23 − 25 | Slovenia  | Verde Complex, Podgorica Asistență: 90 Arbitri: Hellbusch, Jansen |
| 10 iulie 2025 14:30 | Silva 9    | (9-11)  | Grandić 7 | Verde Complex, Podgorica Asistență: 90 Arbitri: Hellbusch, Jansen |
| 10 iulie 2025 14:30 | 7×         | Raport  | 4× 1×     | Verde Complex, Podgorica Asistență: 90 Arbitri: Hellbusch, Jansen |

| 10 iulie 2025 19:30 | Franța                       | 25 − 23 | Norvegia  | Verde Complex, Podgorica Asistență: 80 Arbitri: Uhlíř, Beňuš |
| 10 iulie 2025 19:30 | Chantelly, Ferdilus, Injai 4 | (15–10) | Fresvik 7 | Verde Complex, Podgorica Asistență: 80 Arbitri: Uhlíř, Beňuš |
| 10 iulie 2025 19:30 | 4× 1×                        | Raport  | 2×        | Verde Complex, Podgorica Asistență: 80 Arbitri: Uhlíř, Beňuš |

| 12 iulie 2025 12:00 | Slovenia  | 20 − 36 | Franța            | Bemax Arena, Podgorica Asistență: 90 Arbitri: Fält, Holm |
| 12 iulie 2025 12:00 | Rakovec 5 | (10–18) | cinci jucătoare 4 | Bemax Arena, Podgorica Asistență: 90 Arbitri: Fält, Holm |
| 12 iulie 2025 12:00 | 1×        | Raport  | 2×                | Bemax Arena, Podgorica Asistență: 90 Arbitri: Fält, Holm |

| 12 iulie 2025 17:00 | Norvegia   | 24 − 23 | Portugalia | Bemax Arena, Podgorica Asistență: 100 Arbitri: Cipov, Klus |
| 12 iulie 2025 17:00 | Ekerhovd 5 | (13–11) | Freitas 8  | Bemax Arena, Podgorica Asistență: 100 Arbitri: Cipov, Klus |
| 12 iulie 2025 17:00 | 3× 1×      | Raport  | 3× 1×      | Bemax Arena, Podgorica Asistență: 100 Arbitri: Cipov, Klus |

### Grupa F
| Loc | Echipa        | MJ | V | E | Î | GM | GP | DG  | Pct | Calificare           |
| --- | ------------- | -- | - | - | - | -- | -- | --- | --- | -------------------- |
| 1   | Croația       | 3  | 3 | 0 | 0 | 82 | 63 | +19 | 6   | Grupele principale   |
| 2   | Austria       | 3  | 2 | 0 | 1 | 83 | 77 | +6  | 4   | Grupele principale   |
| 3   | Turcia        | 3  | 1 | 0 | 2 | 74 | 89 | −15 | 2   | Grupele intermediare |
| 4   | Țările de Jos | 3  | 0 | 0 | 3 | 70 | 80 | −10 | 0   | Grupele intermediare |

| 9 iulie 2025 12:00 | Țările de Jos | 25 − 29 | Turcia   | Verde Complex, Podgorica Asistență: 50 Arbitri: Murariu, Paraschiv |
| 9 iulie 2025 12:00 | Horvers 7     | (13-12) | Seven 15 | Verde Complex, Podgorica Asistență: 50 Arbitri: Murariu, Paraschiv |
| 9 iulie 2025 12:00 | 2× 1×         | Raport  | 4×       | Verde Complex, Podgorica Asistență: 50 Arbitri: Murariu, Paraschiv |

| 9 iulie 2025 17:00 | Croația        | 29 − 21 | Austria  | Verde Complex, Podgorica Asistență: 80 Arbitri: B. Correa, R. Correa |
| 9 iulie 2025 17:00 | Renić, Zubac 6 | (14-8)  | Baljak 6 | Verde Complex, Podgorica Asistență: 80 Arbitri: B. Correa, R. Correa |
| 9 iulie 2025 17:00 | 3×             | Raport  | 2×       | Verde Complex, Podgorica Asistență: 80 Arbitri: B. Correa, R. Correa |

| 10 iulie 2025 12:00 | Austria    | 34 − 24 | Turcia  | Verde Complex, Podgorica Asistență: 100 Arbitri: Jakovljević, Kovačević |
| 10 iulie 2025 12:00 | Barnjak 10 | (16-12) | Seven 8 | Verde Complex, Podgorica Asistență: 100 Arbitri: Jakovljević, Kovačević |
| 10 iulie 2025 12:00 | 2× 1×      | Raport  | 5×      | Verde Complex, Podgorica Asistență: 100 Arbitri: Jakovljević, Kovačević |

| 10 iulie 2025 17:00 | Croația   | 23 − 21 | Țările de Jos | Verde Complex, Podgorica Asistență: 125 Arbitri: Oyarzun, Zaragüeta |
| 10 iulie 2025 17:00 | Vuković 8 | (12-11) | Horvers 9     | Verde Complex, Podgorica Asistență: 125 Arbitri: Oyarzun, Zaragüeta |
| 10 iulie 2025 17:00 | 3×        | Raport  | 4×            | Verde Complex, Podgorica Asistență: 125 Arbitri: Oyarzun, Zaragüeta |

| 12 iulie 2025 14:30 | Turcia      | 21 − 30 | Croația | Bemax Arena, Podgorica Asistență: 80 Arbitri: Bočáková, Jánošíková |
| 12 iulie 2025 14:30 | Karagözlü 7 | (10–16) | Renić 7 | Bemax Arena, Podgorica Asistență: 80 Arbitri: Bočáková, Jánošíková |
| 12 iulie 2025 14:30 | 1×          | Raport  | 3×      | Bemax Arena, Podgorica Asistență: 80 Arbitri: Bočáková, Jánošíková |

| 12 iulie 2025 19:30 | Țările de Jos | 24 − 28 | Austria                      | Bemax Arena, Podgorica Asistență: 80 Arbitri: Peretz, Schwartz |
| 12 iulie 2025 19:30 | Portengen 4   | (9–14)  | Baljak, Egbaimo, Matičević 5 | Bemax Arena, Podgorica Asistență: 80 Arbitri: Peretz, Schwartz |
| 12 iulie 2025 19:30 | 8× 1×         | Raport  | 4×                           | Bemax Arena, Podgorica Asistență: 80 Arbitri: Peretz, Schwartz |

## Grupele intermediare
Grupele intermediare au fost numerotate J, K și L. Echipele care s-au calificat în această fază și-au păstrat punctele și golaverajul obținute în partidele disputate împotriva echipelor provenite din aceeași grupă preliminară. 

### Grupa J
| Loc | Echipa            | MJ | V | E | Î | GM  | GP  | DG  | Pct | Calificare |
| --- | ----------------- | -- | - | - | - | --- | --- | --- | --- | ---------- |
| 1   | Polonia           | 3  | 3 | 0 | 0 | 78  | 57  | +21 | 6   | Grupa IR1  |
| 2   | Islanda           | 3  | 2 | 0 | 1 | 100 | 79  | +21 | 4   | Grupa IR2  |
| 3   | Lituania          | 3  | 0 | 1 | 2 | 74  | 84  | −10 | 1   | Grupa IR3  |
| 4   | Macedonia de Nord | 3  | 0 | 1 | 2 | 73  | 105 | −32 | 1   | Grupa IR4  |

| 14 iulie 2025 12:00 | Polonia    | 26 – 21 | Islanda        | Verde Complex, Podgorica Asistență: 80 Arbitri: Danilović, Karan |
| 14 iulie 2025 12:00 | Zimnicka 9 | (15–8)  | Arnarsdóttir 5 | Verde Complex, Podgorica Asistență: 80 Arbitri: Danilović, Karan |
| 14 iulie 2025 12:00 |            | Raport  | 3× 1×          | Verde Complex, Podgorica Asistență: 80 Arbitri: Danilović, Karan |

| 14 iulie 2025 14:30 | Macedonia de Nord | 29 – 29 | Lituania         | Verde Complex, Podgorica Asistență: 105 Arbitri: Bočáková, Jánošíková |
| 14 iulie 2025 14:30 | Kotevska 9        | (12–17) | Pilikauskaitė 11 | Verde Complex, Podgorica Asistență: 105 Arbitri: Bočáková, Jánošíková |
| 14 iulie 2025 14:30 | 6× 1×             | Raport  | 3× 1×            | Verde Complex, Podgorica Asistență: 105 Arbitri: Bočáková, Jánošíková |

| 15 iulie 2025 12:00 | Lituania        | 18 – 24 | Polonia             | Verde Complex, Podgorica Asistență: 30 Arbitri: B. Correa, R. Correa |
| 15 iulie 2025 12:00 | Pilikauskaitė 7 | (10–9)  | Machnio. Zimnicka 4 | Verde Complex, Podgorica Asistență: 30 Arbitri: B. Correa, R. Correa |
| 15 iulie 2025 12:00 | 4×              | Raport  | 5×                  | Verde Complex, Podgorica Asistență: 30 Arbitri: B. Correa, R. Correa |

| 15 iulie 2025 14:30 | Islanda           | 48 – 26 | Macedonia de Nord | Verde Complex, Podgorica Asistență: 60 Arbitri: Oyarzun, Zaragüeta |
| 15 iulie 2025 14:30 | Þórhallsdóttir 18 | (21–7)  | Todorovska 6      | Verde Complex, Podgorica Asistență: 60 Arbitri: Oyarzun, Zaragüeta |
| 15 iulie 2025 14:30 | 4× 1×             | Raport  | 1× 2×             | Verde Complex, Podgorica Asistență: 60 Arbitri: Oyarzun, Zaragüeta |

### Grupa K
| Loc | Echipa         | MJ | V | E | Î | GM  | GP  | DG  | Pct | Calificare |
| --- | -------------- | -- | - | - | - | --- | --- | --- | --- | ---------- |
| 1   | România        | 3  | 3 | 0 | 0 | 115 | 80  | +35 | 6   | Grupa IR1  |
| 2   | Elveția        | 3  | 2 | 0 | 1 | 89  | 75  | +14 | 4   | Grupa IR2  |
| 3   | Insulele Feroe | 3  | 1 | 0 | 2 | 71  | 86  | −15 | 2   | Grupa IR3  |
| 4   | Finlanda       | 3  | 0 | 0 | 3 | 70  | 104 | −34 | 0   | Grupa IR4  |

| 14 iulie 2025 12:00 | Elveția | 30 – 41 | România   | Bemax Arena, Podgorica Asistență: 77 Arbitri: Jakovljević, Kovačević |
| 14 iulie 2025 12:00 | Erni 11 | (14–21) | Damian 13 | Bemax Arena, Podgorica Asistență: 77 Arbitri: Jakovljević, Kovačević |
| 14 iulie 2025 12:00 | 4× 1×   | Raport  | 3×        | Bemax Arena, Podgorica Asistență: 77 Arbitri: Jakovljević, Kovačević |

| 14 iulie 2025 14:30 | Finlanda       | 25 – 32 | Insulele Feroe          | Bemax Arena, Podgorica Asistență: 90 Arbitri: Fält, Holm |
| 14 iulie 2025 14:30 | von Knorring 5 | (12–15) | Geirsdóttir Eystberg 13 | Bemax Arena, Podgorica Asistență: 90 Arbitri: Fält, Holm |
| 14 iulie 2025 14:30 | 5×             | Raport  | 6×                      | Bemax Arena, Podgorica Asistență: 90 Arbitri: Fält, Holm |

| 15 iulie 2025 12:00 | Insulele Feroe         | 14 – 30 | Elveția | Bemax Arena, Podgorica Asistență: 150 Arbitri: Cournil, Lamour |
| 15 iulie 2025 12:00 | Geirsdóttir Eystberg 3 | (6–16)  | Erni 6  | Bemax Arena, Podgorica Asistență: 150 Arbitri: Cournil, Lamour |
| 15 iulie 2025 12:00 | 8×                     | Raport  | 1×      | Bemax Arena, Podgorica Asistență: 150 Arbitri: Cournil, Lamour |

| 15 iulie 2025 14:30 | România    | 43 – 25 | Finlanda    | Bemax Arena, Podgorica Asistență: 120 Arbitri: Marton, Dáné |
| 15 iulie 2025 14:30 | Mihăilă 10 | (27–14) | Saukkonen 5 | Bemax Arena, Podgorica Asistență: 120 Arbitri: Marton, Dáné |
| 15 iulie 2025 14:30 | 4×         | Raport  | 2×          | Bemax Arena, Podgorica Asistență: 120 Arbitri: Marton, Dáné |

### Grupa L
| Loc | Echipa        | MJ | V | E | Î | GM | GP | DG  | Pct | Calificare |
| --- | ------------- | -- | - | - | - | -- | -- | --- | --- | ---------- |
| 1   | Turcia        | 3  | 2 | 0 | 1 | 85 | 88 | −3  | 4   | Grupa IR1  |
| 2   | Țările de Jos | 3  | 2 | 0 | 1 | 88 | 72 | +16 | 4   | Grupa IR2  |
| 3   | Slovenia      | 3  | 1 | 0 | 2 | 74 | 81 | −7  | 2   | Grupa IR3  |
| 4   | Portugalia    | 3  | 1 | 0 | 2 | 80 | 86 | −6  | 2   | Grupa IR4  |

1. 1 2  Țările de Jos–Turcia: 25–29 în meciul direct
2. 1 2  Portugalia–Slovenia: 23–25 în meciul direct

| 14 iulie 2025 12:00 | Slovenia   | 25 – 26 | Turcia   | Centrul Sportiv Morača, Podgorica Asistență: 50 Arbitri: Peretz, Schwartz |
| 14 iulie 2025 12:00 | Pogorelc 7 | (12–13) | Sönmez 9 | Centrul Sportiv Morača, Podgorica Asistență: 50 Arbitri: Peretz, Schwartz |
| 14 iulie 2025 12:00 | 5×         | Raport  | 5× 1×    | Centrul Sportiv Morača, Podgorica Asistență: 50 Arbitri: Peretz, Schwartz |

| 14 iulie 2025 14:30 | Portugalia | 19 – 31 | Țările de Jos | Centrul Sportiv Morača, Podgorica Asistență: 100 Arbitri: Murariu, Paraschiv |
| 14 iulie 2025 14:30 | Freitas 4  | (9–14)  | Horvers 11    | Centrul Sportiv Morača, Podgorica Asistență: 100 Arbitri: Murariu, Paraschiv |
| 14 iulie 2025 14:30 | 4×         | Raport  | 5× 1×         | Centrul Sportiv Morača, Podgorica Asistență: 100 Arbitri: Murariu, Paraschiv |

| 15 iulie 2025 12:00 | Țările de Jos | 32 – 24 | Slovenia | Centrul Sportiv Morača, Podgorica Asistență: 100 Arbitri: Hellbusch, Jansen |
| 15 iulie 2025 12:00 | Horvers 10    | (14–7)  | Ermenc 7 | Centrul Sportiv Morača, Podgorica Asistență: 100 Arbitri: Hellbusch, Jansen |
| 15 iulie 2025 12:00 | 6× 1×         | Raport  | 5×       | Centrul Sportiv Morača, Podgorica Asistență: 100 Arbitri: Hellbusch, Jansen |

| 15 iulie 2025 14:30 | Turcia   | 30 – 38 | Portugalia | Centrul Sportiv Morača, Podgorica Asistență: 80 Arbitri: Bočáková, Jánošíková |
| 15 iulie 2025 14:30 | Bozova 7 | (16–20) | Ribeiro 11 | Centrul Sportiv Morača, Podgorica Asistență: 80 Arbitri: Bočáková, Jánošíková |
| 15 iulie 2025 14:30 | 3×       | Raport  | 3×         | Centrul Sportiv Morača, Podgorica Asistență: 80 Arbitri: Bočáková, Jánošíková |

## Grupele principale
Grupele principale au fost numerotate G, H și I. Echipele care s-au calificat în această fază și-au păstrat punctele și golaverajul obținute în partidele disputate împotriva echipelor provenite din aceeași grupă preliminară. 

### Grupa G
| Loc | Echipa     | MJ | V | E | Î | GM | GP | DG  | Pct | Calificare |
| --- | ---------- | -- | - | - | - | -- | -- | --- | --- | ---------- |
| 1   | Danemarca  | 3  | 3 | 0 | 0 | 79 | 69 | +10 | 6   | Grupa PR1  |
| 2   | Muntenegru | 3  | 1 | 0 | 2 | 84 | 81 | +3  | 2   | Grupa PR2  |
| 3   | Ungaria    | 3  | 1 | 0 | 2 | 71 | 75 | −4  | 2   | Grupa PR3  |
| 4   | Cehia      | 3  | 1 | 0 | 2 | 77 | 86 | −9  | 2   | Grupa PR4  |

| 14 iulie 2025 17:00 | Cehia      | 20 – 26 | Danemarca | Verde Complex, Podgorica Asistență: 85 Arbitri: Cipov, Klus |
| 14 iulie 2025 17:00 | Knedlová 5 | (10–15) | Nørskov 7 | Verde Complex, Podgorica Asistență: 85 Arbitri: Cipov, Klus |
| 14 iulie 2025 17:00 | 3× 1×      | Raport  | 5× 1×     | Verde Complex, Podgorica Asistență: 85 Arbitri: Cipov, Klus |

| 14 iulie 2025 19:30 | Ungaria   | 24 – 22 | Muntenegru | Verde Complex, Podgorica Asistență: 220 Arbitri: B. Correa, R. Correa |
| 14 iulie 2025 19:30 | Fazekas 6 | (12–13) | Mitrović 8 | Verde Complex, Podgorica Asistență: 220 Arbitri: B. Correa, R. Correa |
| 14 iulie 2025 19:30 | 7× 2×     | Raport  | 4× 1×      | Verde Complex, Podgorica Asistență: 220 Arbitri: B. Correa, R. Correa |

| 15 iulie 2025 17:00 | Muntenegru | 36 – 29 | Cehia       | Verde Complex, Podgorica Asistență: 80 Arbitri: Peretz, Schwartz |
| 15 iulie 2025 17:00 | Ćeklić 8   | (21–14) | Pazderová 7 | Verde Complex, Podgorica Asistență: 80 Arbitri: Peretz, Schwartz |
| 15 iulie 2025 17:00 | 6× 1×      | Raport  | 7× 2×       | Verde Complex, Podgorica Asistență: 80 Arbitri: Peretz, Schwartz |

| 15 iulie 2025 19:30 | Danemarca            | 25 – 23 | Ungaria | Verde Complex, Podgorica Asistență: 250 Arbitri: Danilović, Karan |
| 15 iulie 2025 19:30 | Hansen, Plougstrup 4 | (11–12) | Kacsó 7 | Verde Complex, Podgorica Asistență: 250 Arbitri: Danilović, Karan |
| 15 iulie 2025 19:30 | 4×                   | Raport  | 4×      | Verde Complex, Podgorica Asistență: 250 Arbitri: Danilović, Karan |

### Grupa H
| Loc | Echipa   | MJ | V | E | Î | GM  | GP | DG  | Pct | Calificare |
| --- | -------- | -- | - | - | - | --- | -- | --- | --- | ---------- |
| 1   | Germania | 3  | 2 | 1 | 0 | 104 | 79 | +25 | 5   | Grupa PR1  |
| 2   | Spania   | 3  | 1 | 1 | 1 | 82  | 82 | 0   | 3   | Grupa PR2  |
| 3   | Serbia   | 3  | 1 | 0 | 2 | 84  | 96 | −12 | 2   | Grupa PR3  |
| 4   | Suedia   | 3  | 1 | 0 | 2 | 82  | 95 | −13 | 2   | Grupa PR4  |

| 14 iulie 2025 17:00 | Serbia    | 24 – 40 | Germania | Bemax Arena, Podgorica Asistență: 150 Arbitri: Cournil, Lamour |
| 14 iulie 2025 17:00 | Radović 4 | (16–18) | Rohr 9   | Bemax Arena, Podgorica Asistență: 150 Arbitri: Cournil, Lamour |
| 14 iulie 2025 17:00 | 1×        | Raport  | 4×       | Bemax Arena, Podgorica Asistență: 150 Arbitri: Cournil, Lamour |

| 14 iulie 2025 19:30 | Suedia      | 27 – 26 | Spania               | Bemax Arena, Podgorica Asistență: 300 Arbitri: Marton, Dáné |
| 14 iulie 2025 19:30 | Börjesson 5 | (17–13) | Rodríguez Sarasola 7 | Bemax Arena, Podgorica Asistență: 300 Arbitri: Marton, Dáné |
| 14 iulie 2025 19:30 | 6× 1×       | Raport  | 3× 1×                | Bemax Arena, Podgorica Asistență: 300 Arbitri: Marton, Dáné |

| 15 iulie 2025 17:00 | Spania             | 27 – 26 | Serbia        | Bemax Arena, Podgorica Asistență: 100 Arbitri: Cipov, Klus |
| 15 iulie 2025 17:00 | Rodríguez Lario 10 | (17–15) | Nedeljković 6 | Bemax Arena, Podgorica Asistență: 100 Arbitri: Cipov, Klus |
| 15 iulie 2025 17:00 | 2×                 | Raport  | 4× 1×         | Bemax Arena, Podgorica Asistență: 100 Arbitri: Cipov, Klus |

| 15 iulie 2025 19:30 | Germania | 35 – 26 | Suedia                        | Bemax Arena, Podgorica Asistență: 206 Arbitri: Murariu, Paraschiv |
| 15 iulie 2025 19:30 | Klocke 6 | (15–15) | Börjesson, Kallio, Lundvall 4 | Bemax Arena, Podgorica Asistență: 206 Arbitri: Murariu, Paraschiv |
| 15 iulie 2025 19:30 | 6× 1×    | Raport  | 4× 1×                         | Bemax Arena, Podgorica Asistență: 206 Arbitri: Murariu, Paraschiv |

### Grupa I
| Loc | Echipa   | MJ | V | E | Î | GM | GP | DG  | Pct | Calificare |
| --- | -------- | -- | - | - | - | -- | -- | --- | --- | ---------- |
| 1   | Franța   | 3  | 3 | 0 | 0 | 89 | 60 | +29 | 6   | Grupa PR1  |
| 2   | Croația  | 3  | 2 | 0 | 1 | 64 | 75 | −11 | 4   | Grupa PR2  |
| 3   | Austria  | 3  | 1 | 0 | 2 | 80 | 87 | −7  | 2   | Grupa PR3  |
| 4   | Norvegia | 3  | 0 | 0 | 3 | 71 | 82 | −11 | 0   | Grupa PR4  |

| 14 iulie 2025 17:00 | Franța           | 33 – 13 | Croația   | Centrul Sportiv Morača, Podgorica Asistență: 120 Arbitri: Hellbusch, Jansen |
| 14 iulie 2025 17:00 | Ferdilus, Naal 5 | (15–5)  | Vuković 5 | Centrul Sportiv Morača, Podgorica Asistență: 120 Arbitri: Hellbusch, Jansen |
| 14 iulie 2025 17:00 | 1×               | Raport  | 1×        | Centrul Sportiv Morača, Podgorica Asistență: 120 Arbitri: Hellbusch, Jansen |

| 14 iulie 2025 19:30 | Norvegia | 27 – 35 | Austria     | Centrul Sportiv Morača, Podgorica Asistență: 140 Arbitri: Oyarzun, Zaragüeta |
| 14 iulie 2025 19:30 | Breen 7  | (14–16) | Matičević 9 | Centrul Sportiv Morača, Podgorica Asistență: 140 Arbitri: Oyarzun, Zaragüeta |
| 14 iulie 2025 19:30 |          | Raport  | 2×          | Centrul Sportiv Morača, Podgorica Asistență: 140 Arbitri: Oyarzun, Zaragüeta |

| 15 iulie 2025 17:00 | Austria           | 24 – 31 | Franța | Centrul Sportiv Morača, Podgorica Asistență: 120 Arbitri: Kaluđerović, Vujačić |
| 15 iulie 2025 17:00 | Baljak, Barnjak 5 | (11–15) | Gros 7 | Centrul Sportiv Morača, Podgorica Asistență: 120 Arbitri: Kaluđerović, Vujačić |
| 15 iulie 2025 17:00 | 2×                | Raport  | 5× 1×  | Centrul Sportiv Morača, Podgorica Asistență: 120 Arbitri: Kaluđerović, Vujačić |

| 15 iulie 2025 19:30 | Croația | 22 – 21 | Norvegia         | Centrul Sportiv Morača, Podgorica Asistență: 140 Arbitri: Uhlíř, Beňuš |
| 15 iulie 2025 19:30 | Zubac 7 | (13–13) | Fresvik, Holte 6 | Centrul Sportiv Morača, Podgorica Asistență: 140 Arbitri: Uhlíř, Beňuš |
| 15 iulie 2025 19:30 | 3× 1×   | Raport  | 2× 1×            | Centrul Sportiv Morača, Podgorica Asistență: 140 Arbitri: Uhlíř, Beňuš |

## Clasament intermediar

### Grupa IR1
În clasamentul grupei IR1 au fost incluse echipele care au termninat pe locul 1 în grupele intermediare.
| Loc | Echipa  | MJ | V | E | Î | GM  | GP | DG  | Pct | Calificare                     |
| --- | ------- | -- | - | - | - | --- | -- | --- | --- | ------------------------------ |
| 1   | România | 3  | 3 | 0 | 0 | 115 | 80 | +35 | 6   | Meciurile pentru locurile 9-16 |
| 2   | Polonia | 3  | 3 | 0 | 0 | 78  | 57 | +21 | 6   | Meciurile pentru locurile 9-16 |
| 3   | Turcia  | 3  | 2 | 0 | 1 | 85  | 88 | −3  | 4   | Meciurile pentru locurile 9-16 |

### Grupa IR2
În clasamentul grupei IR2 au fost incluse echipele care au termninat pe locul 2 în grupele intermediare.
| Loc | Echipa        | MJ | V | E | Î | GM  | GP | DG  | Pct | Calificare                      |
| --- | ------------- | -- | - | - | - | --- | -- | --- | --- | ------------------------------- |
| 1   | Islanda       | 3  | 2 | 0 | 1 | 100 | 79 | +21 | 4   | Meciurile pentru locurile 9-16  |
| 2   | Țările de Jos | 3  | 2 | 0 | 1 | 88  | 72 | +16 | 4   | Meciurile pentru locurile 17-24 |
| 3   | Elveția       | 3  | 2 | 0 | 1 | 89  | 75 | +14 | 4   | Meciurile pentru locurile 17-24 |

### Grupa IR3
În clasamentul grupei IR3 au fost incluse echipele care au termninat pe locul 3 în grupele intermediare.
| Loc | Echipa         | MJ | V | E | Î | GM | GP | DG  | Pct | Calificare                      |
| --- | -------------- | -- | - | - | - | -- | -- | --- | --- | ------------------------------- |
| 1   | Slovenia       | 3  | 1 | 0 | 2 | 74 | 81 | −7  | 2   | Meciurile pentru locurile 17-24 |
| 2   | Insulele Feroe | 3  | 1 | 0 | 2 | 71 | 86 | −15 | 2   | Meciurile pentru locurile 17-24 |
| 3   | Lituania       | 3  | 0 | 1 | 2 | 74 | 84 | −10 | 1   | Meciurile pentru locurile 17-24 |

### Grupa IR4
În clasamentul grupei IR4 au fost incluse echipele care au termninat pe locul 4 în grupele intermediare.
| Loc | Echipa            | MJ | V | E | Î | GM | GP  | DG  | Pct | Calificare                      |
| --- | ----------------- | -- | - | - | - | -- | --- | --- | --- | ------------------------------- |
| 1   | Portugalia        | 3  | 1 | 0 | 2 | 80 | 86  | −6  | 2   | Meciurile pentru locurile 17-24 |
| 2   | Macedonia de Nord | 3  | 0 | 1 | 2 | 73 | 105 | −32 | 1   | Meciurile pentru locurile 17-24 |
| 3   | Finlanda          | 3  | 0 | 0 | 3 | 70 | 104 | −34 | 0   | Meciurile pentru locurile 17-24 |

### Grupa PR1
În clasamentul grupei PR1 vor fi incluse echipele care vor termnina pe locul 1 în grupele principale.
| Loc | Echipa    | MJ | V | E | Î | GM  | GP | DG  | Pct | Calificare           |
| --- | --------- | -- | - | - | - | --- | -- | --- | --- | -------------------- |
| 1   | Franța    | 3  | 3 | 0 | 0 | 89  | 60 | +29 | 6   | Sferturile de finală |
| 2   | Danemarca | 3  | 3 | 0 | 0 | 79  | 69 | +10 | 6   | Sferturile de finală |
| 3   | Germania  | 3  | 2 | 1 | 0 | 104 | 79 | +25 | 5   | Sferturile de finală |

### Grupa PR2
În clasamentul grupei PR2 vor fi incluse echipele care vor termnina pe locul 2 în grupele principale.
| Loc | Echipa     | MJ | V | E | Î | GM | GP | DG  | Pct | Calificare           |
| --- | ---------- | -- | - | - | - | -- | -- | --- | --- | -------------------- |
| 1   | Croația    | 3  | 2 | 0 | 1 | 64 | 75 | −11 | 4   | Sferturile de finală |
| 2   | Spania     | 3  | 1 | 1 | 1 | 82 | 82 | 0   | 3   | Sferturile de finală |
| 3   | Muntenegru | 3  | 1 | 0 | 2 | 84 | 81 | +3  | 2   | Sferturile de finală |

### Grupa PR3
În clasamentul grupei PR3 vor fi incluse echipele care vor termnina pe locul 3 în grupele principale.
| Loc | Echipa  | MJ | V | E | Î | GM | GP | DG  | Pct | Calificare                     |
| --- | ------- | -- | - | - | - | -- | -- | --- | --- | ------------------------------ |
| 1   | Ungaria | 3  | 1 | 0 | 2 | 71 | 75 | −4  | 2   | Sferturile de finală           |
| 2   | Austria | 3  | 1 | 0 | 2 | 80 | 87 | −7  | 2   | Sferturile de finală           |
| 3   | Serbia  | 3  | 1 | 0 | 2 | 84 | 96 | −12 | 2   | Meciurile pentru locurile 9-16 |

### Grupa PR4
În clasamentul grupei PR4 vor fi incluse echipele care vor termnina pe locul 4 în grupele principale.
| Loc | Echipa   | MJ | V | E | Î | GM | GP | DG  | Pct | Calificare                     |
| --- | -------- | -- | - | - | - | -- | -- | --- | --- | ------------------------------ |
| 1   | Cehia    | 3  | 1 | 0 | 2 | 77 | 86 | −9  | 2   | Meciurile pentru locurile 9-16 |
| 2   | Suedia   | 3  | 1 | 0 | 2 | 82 | 95 | −13 | 2   | Meciurile pentru locurile 9-16 |
| 3   | Norvegia | 3  | 0 | 0 | 3 | 71 | 82 | −11 | 0   | Meciurile pentru locurile 9-16 |

## Meciurile pentru locurile 17-24
| 17 iulie 2025 12:00 | Țările de Jos | 30 – 27 | Finlanda     | Verde Complex, Podgorica Asistență: 80 Arbitri: Bočáková, Jánošíková |
| 17 iulie 2025 12:00 | Horvers 11    | (13–11) | Saukkonen 10 | Verde Complex, Podgorica Asistență: 80 Arbitri: Bočáková, Jánošíková |
| 17 iulie 2025 12:00 | 6× 2×         | Raport  | 2×           | Verde Complex, Podgorica Asistență: 80 Arbitri: Bočáková, Jánošíková |

| 17 iulie 2025 14:30 | Insulele Feroe       | 39 – 38 | Lituania         | Verde Complex, Podgorica Asistență: 25 Arbitri: Jakovljević, Kovačević |
| 17 iulie 2025 14:30 | Borgarlíð Joensen 13 | (14–21) | Pilikauskaitė 13 | Verde Complex, Podgorica Asistență: 25 Arbitri: Jakovljević, Kovačević |
| 17 iulie 2025 14:30 | 2×                   | Raport  | 3×               | Verde Complex, Podgorica Asistență: 25 Arbitri: Jakovljević, Kovačević |

| 17 iulie 2025 17:00 | Elveția            | 33 – 23 | Macedonia de Nord | Verde Complex, Podgorica Asistență: 56 Arbitri: Murariu, Paraschiv |
| 17 iulie 2025 17:00 | Baumann, Brunett 8 | (17–10) | Laškoska 6        | Verde Complex, Podgorica Asistență: 56 Arbitri: Murariu, Paraschiv |
| 17 iulie 2025 17:00 | 1×                 | Raport  | 7× 1×             | Verde Complex, Podgorica Asistență: 56 Arbitri: Murariu, Paraschiv |

| 17 iulie 2025 19:30 | Slovenia | 35 – 29 | Portugalia         | Verde Complex, Podgorica Asistență: 70 Arbitri: Danilović, Karan |
| 17 iulie 2025 19:30 | Doneva 7 | (16–12) | Calçada, Freitas 7 | Verde Complex, Podgorica Asistență: 70 Arbitri: Danilović, Karan |
| 17 iulie 2025 19:30 | 4×       | Raport  | 3×                 | Verde Complex, Podgorica Asistență: 70 Arbitri: Danilović, Karan |

### Meciurile pentru locurile 21-24
| 18 iulie 2025 12:00 | Finlanda          | 34 – 26 | Lituania        | Verde Complex, Podgorica Asistență: 50 Arbitri: Kaluđerović, Vujačić |
| 18 iulie 2025 12:00 | Björkenheim-Ajo 9 | (17–12) | Pilikauskaitė 7 | Verde Complex, Podgorica Asistență: 50 Arbitri: Kaluđerović, Vujačić |
| 18 iulie 2025 12:00 | 5× 1×             | Raport  | 4× 1×           | Verde Complex, Podgorica Asistență: 50 Arbitri: Kaluđerović, Vujačić |

| 18 iulie 2025 17:00 | Macedonia de Nord | 28 – 29 | Portugalia | Verde Complex, Podgorica Asistență: 51 Arbitri: Fält, Holm |
| 18 iulie 2025 17:00 | Milenkoska 6      | (13–11) | Silva 9    | Verde Complex, Podgorica Asistență: 51 Arbitri: Fält, Holm |
| 18 iulie 2025 17:00 | 3×                | Raport  | 3×         | Verde Complex, Podgorica Asistență: 51 Arbitri: Fält, Holm |

### Meciurile pentru locurile 17-20
| 18 iulie 2025 14:30 | Țările de Jos | 28 – 23 | Insulele Feroe                     | Verde Complex, Podgorica Asistență: 90 Arbitri: Hellbusch, Jansen |
| 18 iulie 2025 14:30 | Horvers 7     | (13–11) | Geirsdóttir Eystberg, Johannesen 7 | Verde Complex, Podgorica Asistență: 90 Arbitri: Hellbusch, Jansen |
| 18 iulie 2025 14:30 | 2×            | Raport  | 3×                                 | Verde Complex, Podgorica Asistență: 90 Arbitri: Hellbusch, Jansen |

| 18 iulie 2025 19:30 | Elveția            | 27 – 23 | Slovenia   | Verde Complex, Podgorica Asistență: 40 Arbitri: Oyarzun, Zaragüeta |
| 18 iulie 2025 19:30 | Baumann, Brunett 8 | (13–8)  | Pogorelc 7 | Verde Complex, Podgorica Asistență: 40 Arbitri: Oyarzun, Zaragüeta |
| 18 iulie 2025 19:30 | 2×                 | Raport  | 7× 1×      | Verde Complex, Podgorica Asistență: 40 Arbitri: Oyarzun, Zaragüeta |

### Meciul pentru locul 23
| 20 iulie 2025 09:30 | Lituania         | 38 – 39 | Macedonia de Nord      | Verde Complex, Podgorica Asistență: 15 Arbitri: Uhlíř, Beňuš |
| 20 iulie 2025 09:30 | Pilikauskaitė 13 | (19–20) | Kotevska, Milenkoska 9 | Verde Complex, Podgorica Asistență: 15 Arbitri: Uhlíř, Beňuš |
| 20 iulie 2025 09:30 | 4× 1×            | Raport  | 5× 1×                  | Verde Complex, Podgorica Asistență: 15 Arbitri: Uhlíř, Beňuš |

### Meciul pentru locul 21
| 20 iulie 2025 09:30 | Finlanda                | 27 – 32 | Portugalia | Centrul Sportiv Morača, Podgorica Asistență: 50 Arbitri: Danilović, Karan |
| 20 iulie 2025 09:30 | Juvala, Rinta-Paavola 4 | (13–18) | Ribeiro 8  | Centrul Sportiv Morača, Podgorica Asistență: 50 Arbitri: Danilović, Karan |
| 20 iulie 2025 09:30 |                         | Raport  | 1×         | Centrul Sportiv Morača, Podgorica Asistență: 50 Arbitri: Danilović, Karan |

### Meciul pentru locul 19
| 20 iulie 2025 09:30 | Insulele Feroe         | 23 – 31 | Slovenia | Bemax Arena, Podgorica Asistență: 60 Arbitri: Jakovljević, Kovačević |
| 20 iulie 2025 09:30 | Geirsdóttir Eystberg 8 | (13–15) | Puncer 8 | Bemax Arena, Podgorica Asistență: 60 Arbitri: Jakovljević, Kovačević |
| 20 iulie 2025 09:30 | 2×                     | Raport  | 2×       | Bemax Arena, Podgorica Asistență: 60 Arbitri: Jakovljević, Kovačević |

### Meciul pentru locul 17
| 20 iulie 2025 12:00 | Țările de Jos       | 25 – 23 | Elveția   | Verde Complex, Podgorica Asistență: 40 Arbitri: Cipov, Klus |
| 20 iulie 2025 12:00 | Horvers, Schouten 8 | (17–15) | Baumann 9 | Verde Complex, Podgorica Asistență: 40 Arbitri: Cipov, Klus |
| 20 iulie 2025 12:00 | 5× 1×               | Raport  | 1×        | Verde Complex, Podgorica Asistență: 40 Arbitri: Cipov, Klus |

## Meciurile pentru locurile 9-16
| 17 iulie 2025 12:00 | Serbia        | 29 – 24 | Islanda                      | Bemax Arena, Podgorica Asistență: 100 Arbitri: Uhlíř, Beňuš |
| 17 iulie 2025 12:00 | Nedeljković 9 | (14–11) | Pálsdóttir, Þórhallsdóttir 5 | Bemax Arena, Podgorica Asistență: 100 Arbitri: Uhlíř, Beňuš |
| 17 iulie 2025 12:00 | 2×            | Raport  | 2× 1×                        | Bemax Arena, Podgorica Asistență: 100 Arbitri: Uhlíř, Beňuš |

| 17 iulie 2025 12:00 | Norvegia  | 29 – 31 | România  | Centrul Sportiv Morača, Podgorica Asistență: 100 Arbitri: B. Correa, R. Correa |
| 17 iulie 2025 12:00 | Fresvik 8 | (16–16) | Damian 7 | Centrul Sportiv Morača, Podgorica Asistență: 100 Arbitri: B. Correa, R. Correa |
| 17 iulie 2025 12:00 | 3×        | Raport  | 1×       | Centrul Sportiv Morača, Podgorica Asistență: 100 Arbitri: B. Correa, R. Correa |

| 17 iulie 2025 14:30 | Cehia             | 41 – 23 | Turcia  | Bemax Arena, Podgorica Asistență: 50 Arbitri: Marton, Dáné |
| 17 iulie 2025 14:30 | patru jucătoare 5 | (17–7)  | Seven 5 | Bemax Arena, Podgorica Asistență: 50 Arbitri: Marton, Dáné |
| 17 iulie 2025 14:30 | 4×                | Raport  | 8×      | Bemax Arena, Podgorica Asistență: 50 Arbitri: Marton, Dáné |

| 17 iulie 2025 14:30 | Suedia               | 21 – 26 | Polonia      | Centrul Sportiv Morača, Podgorica Asistență: 60 Arbitri: Kaluđerović, Vujačić |
| 17 iulie 2025 14:30 | Lundvall, Norrgård 6 | (7–14)  | Chwojnicka 7 | Centrul Sportiv Morača, Podgorica Asistență: 60 Arbitri: Kaluđerović, Vujačić |
| 17 iulie 2025 14:30 | 6× 1×                | Raport  | 6× 1×        | Centrul Sportiv Morača, Podgorica Asistență: 60 Arbitri: Kaluđerović, Vujačić |

### Meciurile pentru locurile 13-16
| 18 iulie 2025 12:00 | Islanda                       | 24 – 34 | Norvegia  | Centrul Sportiv Morača, Podgorica Asistență: 75 Arbitri: Jakovljević, Kovačević |
| 18 iulie 2025 12:00 | Arnarsdóttir, Guðjónsdóttir 5 | (13–15) | Fresvik 8 | Centrul Sportiv Morača, Podgorica Asistență: 75 Arbitri: Jakovljević, Kovačević |
| 18 iulie 2025 12:00 |                               | Raport  | 4×        | Centrul Sportiv Morača, Podgorica Asistență: 75 Arbitri: Jakovljević, Kovačević |

| 18 iulie 2025 14:30 | Turcia        | 18 – 43 | Suedia                | Centrul Sportiv Morača, Podgorica Asistență: 65 Arbitri: Danilović, Karan |
| 18 iulie 2025 14:30 | SevenSönmez 5 | (8–20)  | Bergling, Börjesson 6 | Centrul Sportiv Morača, Podgorica Asistență: 65 Arbitri: Danilović, Karan |
| 18 iulie 2025 14:30 | 4×            | Raport  | 1×                    | Centrul Sportiv Morača, Podgorica Asistență: 65 Arbitri: Danilović, Karan |

### Meciurile pentru locurile 9-12
| 18 iulie 2025 12:00 | Serbia         | 25 – 29 | România   | Bemax Arena, Podgorica Asistență: 106 Arbitri: Peretz, Schwartz |
| 18 iulie 2025 12:00 | Nedeljković 10 | (13–12) | Damian 11 | Bemax Arena, Podgorica Asistență: 106 Arbitri: Peretz, Schwartz |
| 18 iulie 2025 12:00 | 8× 1×          | Raport  | 4× 1×     | Bemax Arena, Podgorica Asistență: 106 Arbitri: Peretz, Schwartz |

| 18 iulie 2025 14:30 | Cehia             | 26 – 25 | Polonia    | Bemax Arena, Podgorica Asistență: 100 Arbitri: Bočáková, Jánošíková |
| 18 iulie 2025 14:30 | patru jucătoare 4 | (17–8)  | Zimnicka 6 | Bemax Arena, Podgorica Asistență: 100 Arbitri: Bočáková, Jánošíková |
| 18 iulie 2025 14:30 | 3×                | Raport  | 3×         | Bemax Arena, Podgorica Asistență: 100 Arbitri: Bočáková, Jánošíková |

### Meciul pentru locul 15
| 20 iulie 2025 12:00 | Islanda                          | 36 – 24 | Turcia  | Centrul Sportiv Morača, Podgorica Asistență: 80 Arbitri: Peretz, Schwartz |
| 20 iulie 2025 12:00 | Guðmundsdóttir, Þórhallsdóttir 7 | (15–12) | Seven 9 | Centrul Sportiv Morača, Podgorica Asistență: 80 Arbitri: Peretz, Schwartz |
| 20 iulie 2025 12:00 | 4×                               | Raport  | 3×      | Centrul Sportiv Morača, Podgorica Asistență: 80 Arbitri: Peretz, Schwartz |

### Meciul pentru locul 13
| 20 iulie 2025 12:00 | Norvegia  | 22 – 31 | Suedia     | Bemax Arena, Podgorica Asistență: 50 Arbitri: Oyarzun, Zaragüeta |
| 20 iulie 2025 12:00 | Fresvik 7 | (9–17)  | Norrgård 6 | Bemax Arena, Podgorica Asistență: 50 Arbitri: Oyarzun, Zaragüeta |
| 20 iulie 2025 12:00 |           | Raport  | 1×         | Bemax Arena, Podgorica Asistență: 50 Arbitri: Oyarzun, Zaragüeta |

### Meciul pentru locul 11
| 20 iulie 2025 14:30 | Serbia     | 27 – 31 | Polonia               | Verde Complex, Podgorica Asistență: 60 Arbitri: Murariu, Paraschiv |
| 20 iulie 2025 14:30 | Otašević 7 | (16–16) | Pawłowska, Zimnicka 6 | Verde Complex, Podgorica Asistență: 60 Arbitri: Murariu, Paraschiv |
| 20 iulie 2025 14:30 | 4× 1×      | Raport  | 3× 1×                 | Verde Complex, Podgorica Asistență: 60 Arbitri: Murariu, Paraschiv |

### Meciul pentru locul 9
| 20 iulie 2025 17:00 | România | 36 – 21 | Cehia                             | Centrul Sportiv Morača, Podgorica Asistență: 50 Arbitri: Kaluđerović, Vujačić |
| 20 iulie 2025 17:00 | Utan 8  | (20–11) | Holenáková, Krapková, Polanková 4 | Centrul Sportiv Morača, Podgorica Asistență: 50 Arbitri: Kaluđerović, Vujačić |
| 20 iulie 2025 17:00 | 1×      | Raport  | 3×                                | Centrul Sportiv Morača, Podgorica Asistență: 50 Arbitri: Kaluđerović, Vujačić |

## Fazele superioare
|  | Sferturile de finală | Sferturile de finală |               |    | Semifinalele | Semifinalele |  |  | Finala | Finala |
|  |                      |                      |               |    |              |              |  |  |        |        |
|  | 17 iulie 2025        |                      |               |    |              |              |  |  |        |        |
|  |                      |                      |               |    |              |              |  |  |        |        |
|  | Franța               | 26                   |               |    |              |              |  |  |        |        |
|  | Franța               | 26                   | 18 iulie 2025 |    |              |              |  |  |        |        |
|  | Austria              | 29                   |               |    |              |              |  |  |        |        |
|  | Austria              | 29                   | Austria       | 23 |              |              |  |  |        |        |
|  | 17 iulie 2025        |                      | Austria       | 23 |              |              |  |  |        |        |
|  |                      | Spania               | 28            |    |              |              |  |  |        |        |
|  | Croația              | Spania               | 28            | 11 |              |              |  |  |        |        |
|  | Croația              |                      | 20 iulie 2025 | 11 |              |              |  |  |        |        |
|  | Spania               | 23                   |               |    |              |              |  |  |        |        |
|  | Spania               | 23                   | Spania        |    |              |              |  |  |        |        |
|  | 17 iulie 2025        |                      |               |    |              |              |  |  |        |        |
|  |                      | Germania             |               |    |              |              |  |  |        |        |
|  | Danemarca            | 20                   |               |    |              |              |  |  |        |        |
|  | Danemarca            | 20                   | 18 iulie 2025 |    |              |              |  |  |        |        |
|  | Ungaria              | 19                   |               |    |              |              |  |  |        |        |
|  | Ungaria              | 19                   | Danemarca     | 31 |              |              |  |  |        |        |
|  | 17 iulie 2025        |                      | Danemarca     | 31 |              |              |  |  |        |        |
|  |                      | Germania             | 37            |    | Finala mică  | Finala mică  |  |  |        |        |
|  | Germania             | Germania             | 37            | 35 | Finala mică  | Finala mică  |  |  |        |        |
|  | Germania             |                      | 20 iulie 2025 | 35 |              |              |  |  |        |        |
|  | Muntenegru           | 33                   |               |    |              |              |  |  |        |        |
|  | Muntenegru           | 33                   | Austria       | 14 |              |              |  |  |        |        |
|  |                      |                      |               |    |              |              |  |  |        |        |
|  | Danemarca            | 38                   |               |    |              |              |  |  |        |        |
|  | Danemarca            | 38                   |               |    |              |              |  |  |        |        |

### Sferturile de finală
| 17 iulie 2025 17:00 | Franța  | 26 – 29 | Austria                          | Centrul Sportiv Morača, Podgorica Asistență: 150 Arbitri: Fält, Holm |
| 17 iulie 2025 17:00 | Samaï 5 | (13–12) | Baljak, Barnjak, Scheiderbauer 6 | Centrul Sportiv Morača, Podgorica Asistență: 150 Arbitri: Fält, Holm |
| 17 iulie 2025 17:00 | 3×      | Raport  | 4×                               | Centrul Sportiv Morača, Podgorica Asistență: 150 Arbitri: Fält, Holm |

| 17 iulie 2025 17:00 | Croația | 11 – 23 | Spania    | Bemax Arena, Podgorica Asistență: 100 Arbitri: Hellbusch, Jansen |
| 17 iulie 2025 17:00 | Čović 4 | (4–13)  | Serrano 9 | Bemax Arena, Podgorica Asistență: 100 Arbitri: Hellbusch, Jansen |
| 17 iulie 2025 17:00 | 6× 1×   | Raport  | 2×        | Bemax Arena, Podgorica Asistență: 100 Arbitri: Hellbusch, Jansen |

| 17 iulie 2025 19:30 | Danemarca    | 20 – 19 | Ungaria   | Centrul Sportiv Morača, Podgorica Asistență: 85 Arbitri: Cournil, Lamour |
| 17 iulie 2025 19:30 | Plougstrup 6 | (10–12) | Fazekas 8 | Centrul Sportiv Morača, Podgorica Asistență: 85 Arbitri: Cournil, Lamour |
| 17 iulie 2025 19:30 | 3× 1×        | Raport  | 2× 1×     | Centrul Sportiv Morača, Podgorica Asistență: 85 Arbitri: Cournil, Lamour |

| 17 iulie 2025 19:30 | Germania | 35 – 33 | Muntenegru | Bemax Arena, Podgorica Asistență: 1200 Arbitri: Oyarzun, Zaragüeta |
| 17 iulie 2025 19:30 | Däuble 7 | (17–19) | Peličić 9  | Bemax Arena, Podgorica Asistență: 1200 Arbitri: Oyarzun, Zaragüeta |
| 17 iulie 2025 19:30 | 5× 1×    | Raport  | 3×         | Bemax Arena, Podgorica Asistență: 1200 Arbitri: Oyarzun, Zaragüeta |

### Meciurile pentru locurile 5-8
| 18 iulie 2025 17:00 | Franța  | 20 – 19 | Croația   | Centrul Sportiv Morača, Podgorica Asistență: 150 Arbitri: Uhlíř, Beňuš |
| 18 iulie 2025 17:00 | Abdou 5 | (11–10) | Vuković 8 | Centrul Sportiv Morača, Podgorica Asistență: 150 Arbitri: Uhlíř, Beňuš |
| 18 iulie 2025 17:00 | 3× 1×   | Raport  | 1×        | Centrul Sportiv Morača, Podgorica Asistență: 150 Arbitri: Uhlíř, Beňuš |

| 18 iulie 2025 19:30 | Ungaria   | 33 – 36 | Muntenegru | Centrul Sportiv Morača, Podgorica Asistență: 170 Arbitri: Murariu, Paraschiv |
| 18 iulie 2025 19:30 | Fazekas 7 | (15–17) | Peličić 9  | Centrul Sportiv Morača, Podgorica Asistență: 170 Arbitri: Murariu, Paraschiv |
| 18 iulie 2025 19:30 | 4×        | Raport  | 5× 1×      | Centrul Sportiv Morača, Podgorica Asistență: 170 Arbitri: Murariu, Paraschiv |

### Meciul pentru locul 7
| 20 iulie 2025 14:30 | Croația | 16 – 28 | Ungaria    | Centrul Sportiv Morača, Podgorica Asistență: 100 Arbitri: Fält, Holm |
| 20 iulie 2025 14:30 | Zubac 4 | (8–12)  | Szeibert 5 | Centrul Sportiv Morača, Podgorica Asistență: 100 Arbitri: Fält, Holm |
| 20 iulie 2025 14:30 | 3×      | Raport  | 4×         | Centrul Sportiv Morača, Podgorica Asistență: 100 Arbitri: Fält, Holm |

### Meciul pentru locul 5
| 20 iulie 2025 14:30 | Franța          | 30 – 28 | Muntenegru | Bemax Arena, Podgorica Asistență: 400 Arbitri: Hellbusch, Jansen |
| 20 iulie 2025 14:30 | Abdou, Kingue 5 | (13–13) | Peličić 7  | Bemax Arena, Podgorica Asistență: 400 Arbitri: Hellbusch, Jansen |
| 20 iulie 2025 14:30 | 5×              | Raport  | 1×         | Bemax Arena, Podgorica Asistență: 400 Arbitri: Hellbusch, Jansen |

### Semifinalele
| 18 iulie 2025 17:00 | Austria  | 23 – 28 | Spania          | Bemax Arena, Podgorica Asistență: 300 Arbitri: B. Correa, R. Correa |
| 18 iulie 2025 17:00 | Baljak 7 | (12–13) | Julve Benages 7 | Bemax Arena, Podgorica Asistență: 300 Arbitri: B. Correa, R. Correa |
| 18 iulie 2025 17:00 | 4× 1×    | Raport  | 3× 1×           | Bemax Arena, Podgorica Asistență: 300 Arbitri: B. Correa, R. Correa |

| 18 iulie 2025 19:30 | Danemarca    | 31 – 37 | Germania | Bemax Arena, Podgorica Asistență: 400 Arbitri: Cipov, Klus |
| 18 iulie 2025 19:30 | Plougstrup 9 | (17–20) | Rohr 9   | Bemax Arena, Podgorica Asistență: 400 Arbitri: Cipov, Klus |
| 18 iulie 2025 19:30 | 3×           | Raport  | 4×       | Bemax Arena, Podgorica Asistență: 400 Arbitri: Cipov, Klus |

### Finala mică
| 20 iulie 2025 17:00 | Austria              | 14 – 38 | Danemarca    | Bemax Arena, Podgorica Asistență: 400 Arbitri: Cournil, Lamour |
| 20 iulie 2025 17:00 | Barnjak, Matičević 3 | (6–17)  | Schleicher 8 | Bemax Arena, Podgorica Asistență: 400 Arbitri: Cournil, Lamour |
| 20 iulie 2025 17:00 | 5×                   | Raport  | 4×           | Bemax Arena, Podgorica Asistență: 400 Arbitri: Cournil, Lamour |

### Finala
| 20 iulie 2025 19:30 | Spania            | 27 – 34 | Germania    | Bemax Arena, Podgorica Asistență: 1500 Arbitri: Marton, Dáné |
| 20 iulie 2025 19:30 | Rodríguez Lario 9 | (17–13) | Bornhardt 9 | Bemax Arena, Podgorica Asistență: 1500 Arbitri: Marton, Dáné |
| 20 iulie 2025 19:30 | 5×                | Raport  | 2×          | Bemax Arena, Podgorica Asistență: 1500 Arbitri: Marton, Dáné |

## Clasament și statistici

### Clasamentul final
|  | Calificate la campionatul mondial din 2026 |
|  | Retrogradate în campionatele EHF           |

| Loc | Echipă            |
| --- | ----------------- |
|     | Germania          |
|     | Spania            |
|     | Danemarca         |
| 4   | Austria           |
| 5   | Franța            |
| 6   | Muntenegru        |
| 7   | Ungaria           |
| 8   | Croația           |
| 9   | România           |
| 10  | Cehia             |
| 11  | Polonia           |
| 12  | Serbia            |
| 13  | Suedia            |
| 14  | Norvegia          |
| 15  | Islanda           |
| 16  | Turcia            |
| 17  | Țările de Jos     |
| 18  | Elveția           |
| 19  | Slovenia          |
| 20  | Insulele Feroe    |
| 21  | Portugalia        |
| 22  | Finlanda          |
| 23  | Macedonia de Nord |
| 24  | Lituania          |

| Actualizat pe 20 iulie 2025: \| Poz. \| Nume \| Echipă \| Goluri \| \| ---- \| ------------------------ \| ------------- \| ------ \| \| 1 \| Gabija Pilikauskaitė \| Lituania \| 83 \| \| 2 \| Maud Horvers \| Țările de Jos \| 64 \| \| 3 \| Teodora Damian \| România \| 62 \| \| 4 \| Seven Buket \| Turcia \| 60 \| \| 5 \| Mia Nedeljković \| Serbia \| 54 \| \| 6 \| Vilde Fresvik \| Norvegia \| 51 \| \| 6 \| Anne Dolberg Plougstrup \| Danemarca \| 51 \| \| 6 \| Belén Rodríguez Lario \| Spania \| 51 \| \| 9 \| Ásthildur Þórhallsdóttir \| Islanda \| 50 \| \| 10 \| Virág Fazekas \| Ungaria \| 49 \| \| 10 \| Chiara Rohr \| Germania \| 49 \| | Echipa ideală a turneului a fost anunțată pe 20 iulie 2025: Jucătoarea competiției (MVP) - Natalija Lekić (MNE) Cea mai bună marcatoare (golgheter) - Gabija Pilikauskaitė (LTU) (83 de goluri) Cea mai bună apărătoare - Clara Mendgaard Sørensen (DEN) Echipa ideală a Campionatului European - Portar: Goundo Gassama (SPA) - Extremă stânga: Chiara Rohr (GER) - Inter stânga: Anne Dolberg Plougstrup (DEN) - Centru: Belén Rodríguez (SPA) - Pivot: Aurelie Egbaimo (AUT) - Inter dreapta: Lara Däuble (GER) - Extremă dreapta: Blandine Gros (FRA) |               |        |
| Poz. | Nume | Echipă        | Goluri |
| 1 | Gabija Pilikauskaitė | Lituania      | 83     |
| 2 | Maud Horvers | Țările de Jos | 64     |
| 3 | Teodora Damian | România       | 62     |
| 4 | Seven Buket | Turcia        | 60     |
| 5 | Mia Nedeljković | Serbia        | 54     |
| 6 | Vilde Fresvik | Norvegia      | 51     |
| 6 | Anne Dolberg Plougstrup | Danemarca     | 51     |
| 6 | Belén Rodríguez Lario | Spania        | 51     |
| 9 | Ásthildur Þórhallsdóttir | Islanda       | 50     |
| 10 | Virág Fazekas | Ungaria       | 49     |
| 10 | Chiara Rohr | Germania      | 49     |